# Brian Haig
Brian Haig (Fort Knox, 15 marzo 1953) è uno scrittore e giornalista militare per Fox News statunitense, noto soprattutto per la serie di romanzi polizieschi con protagonista il Tenente Colonnello JAG (Judge Advocate General) Sean Drummond.

## Biografia
Il padre di Brian Haig è Alexander Haig (1924–2010), Segretario di Stato Stati Uniti d'America. Ha inoltre un fratello di nome Alexander e una sorella, Barbara. Brian Haig è sposato, ha quattro figli e vive nel New Jersey.
Dopo un'onorevole carriera militare, molte decorazioni al merito e diverse lauree ottenute all'Accademia Militare di West Point, alla Georgetown University e a Harvard in Scienze Politiche e Strategia Militare, nel 1997 Haig ha lasciato il settore e si è dedicato alla gestione manageriale nelle Comunicazioni e alla scrittura, pubblicando articoli specialistici e romanzi gialli. È successivamente diventato scrittore a tempo pieno.

## Opere
Molti dei libri pubblicati da Haig fanno parte di una serie di Thriller che hanno l'avvocato JAG (Judge Advocate General) tenente colonnello Sean Drummond come interprete principale:
- Missione d'onore (Secret Sanction, 2001), RL Libri (2004), ISBN 8846203178
- Alleati mortali (Mortal Allies, 2002), Rizzoli (2002), ISBN 8817871338
- (EN) The Kingmaker, Warner Books (2003), ISBN 0-446-53055-7
- (EN) Private Sector, Warner Books (2004), ISBN 0-446-53178-2
- (EN) The President's Assassin, Warner Books (2005), ISBN 0-446-57667-0
- (EN) Man In The Middle, Warner Books (2007), ISBN 0-446-53056-5

### Altre pubblicazioni
- (EN) The Hunted, Grand Central Publishing (2009), ISBN 0-446-19559-6
- (EN) The Capitol Game, Grand Central Publishing (2010), ISBN 0-446-19561-8